# De Knalpot

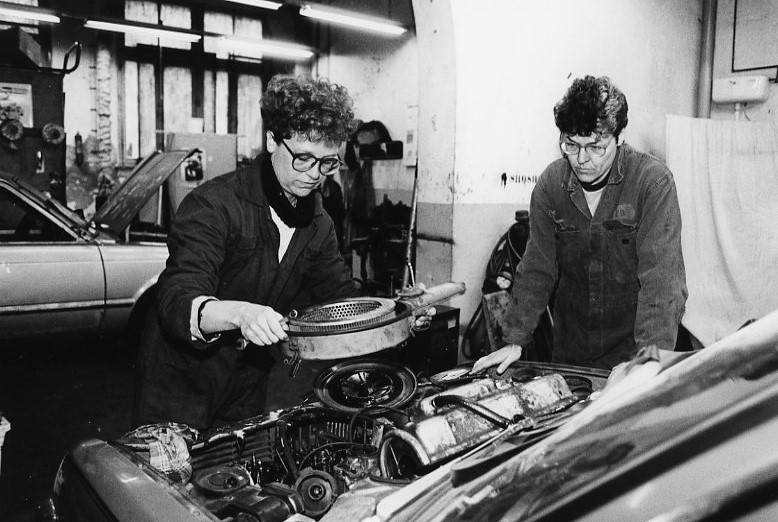
Annemieke Pels en Susan van Bemmel aan het werk in De Knalpot

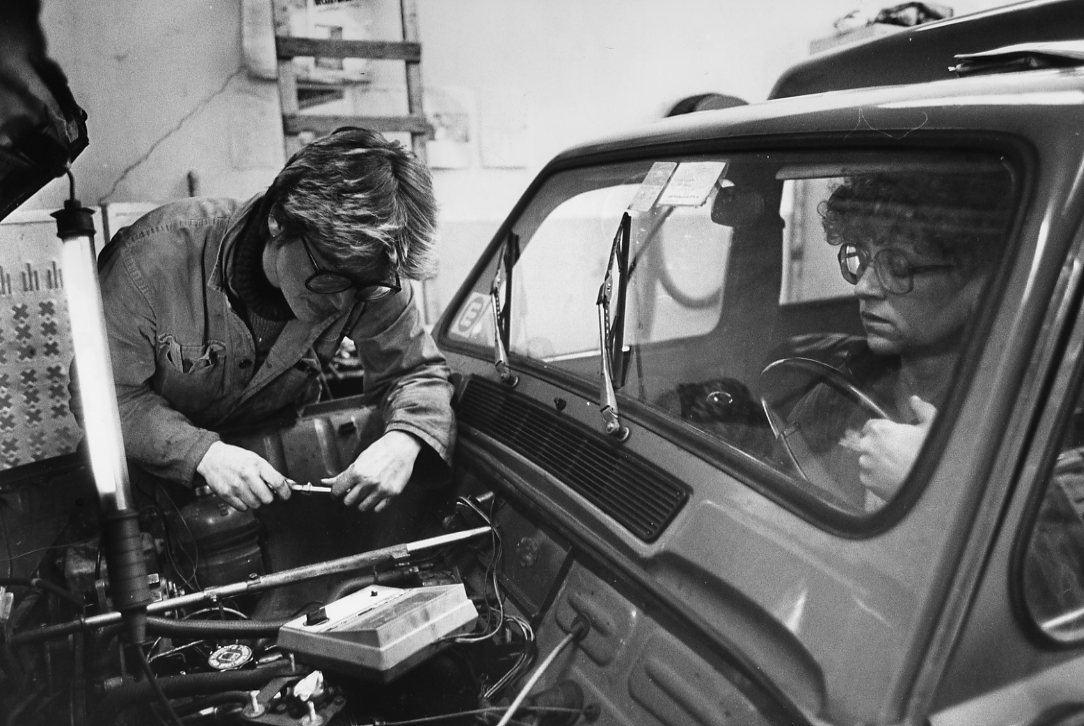
De vrouwen sleutelen

De Knalpot is een garagebedrijf in Amsterdam dat van 1984 tot 1989 actief was en geëxploiteerd werd door vrouwen. Vrouwen konden hier een cursusreeks autotechniek volgen. De naam verwijst zowel naar lesbiennes ('potten') als naar de knalpot, een geluiddemper in de uitlaat van een auto.

## Geschiedenis
Tijdens de tweede feministische golf, in februari 1984, werd in een kraakpand in de Jordaan (La Louvre, Eerste Passeerdersdwarsstraat 2) door zes vrouwelijke automonteurs een garagebedrijf opgericht, onder andere naar voorbeeld van een vrouwengarage in San Francisco. Deze organisatie, De Knalpot, maakte autotechniek toegankelijk voor honderden vrouwen; er was na enige tijd een lange wachtlijst. In 1987 publiceerden de monteuses Rita Verpalen en Annemieke Pels, op basis van drie jaar ervaring bij De Knalpot, het "autosleutelboek" Van bumper tot bumper, een boek over auto-onderhoud dat speciaal op vrouwen gericht was. Dit cursusboek, geïllustreerd door Christa Blok, ging uit van een absoluut gebrek aan technische achtergrond, was dus eenvoudig en helder geschreven, en werd daarom ook populair bij technische scholen. Het boek besteedde ook uitgebreid aandacht aan het gebruik van gereedschap.
De Knalpot speelde een rol bij de oprichting van een vrouwensleutelwerkplaats in Utrecht; een aantal oud-cursistes werd omgeschoold tot automonteur.
In 1989 dreigde gebrek aan huisvesting, doordat het gebouw La Louvre gesloopt zou worden en er onvoldoende budget was om een nieuwe ruimte te huren. Op 5 maart 1989 werd actie gevoerd in de straten van Amsterdam voor het behoud van De Knalpot.

## Publicatie
Annemieke Pels, Rita Verpalen, Marijke Braams (1987). Van bumper tot bumper: een autosleutelboek voor vrouwen. Stichting Vrouwensleutelwerkplaats de Knalpot, Amsterdam. ISBN 978-90-94-00186-5.